# Macromeracis plaumanni
Macromeracis plaumanni är en tvåvingeart som först beskrevs av Lindner 1949.  Macromeracis plaumanni ingår i släktet Macromeracis och familjen vapenflugor. Inga underarter finns listade i Catalogue of Life.